# Pascal Lacoste
Pascal Lacoste es un deportista francés que compitió en vela en la clase Laser.
Ganó una medalla de plata en el Campeonato Mundial de Laser de 1994 y una medalla de bronce en el Campeonato Europeo de Laser de 1993.

## Palmarés internacional
| \| Campeonato Mundial \| Campeonato Mundial \| Campeonato Mundial \| Campeonato Mundial \| \| Año \| Lugar \| Medalla \| Clase \| \| ------------------ \| ------------------ \| ------------------ \| ------------------ \| \| 1994 \| Wakayama (Japón) \| Medalla de plata \| Laser \| \| Campeonato Europeo \| \| \| \| \| Año \| Lugar \| Medalla \| Clase \| \| 1993 \| Cagliari (Italia) \| Medalla de bronce \| Laser \| |                   |                   |       |
| Campeonato Mundial |                   |                   |       |
| Año | Lugar             | Medalla           | Clase |
| 1994 | Wakayama (Japón)  | Medalla de plata  | Laser |
| Campeonato Europeo |                   |                   |       |
| Año | Lugar             | Medalla           | Clase |
| 1993 | Cagliari (Italia) | Medalla de bronce | Laser |